# ستيوارت شارنو
ستيوارت شارنو (بالإنجليزية: Stuart Charno)‏ مواليد 29 سبتمبر 1956 في كوينز، هو ممثل أمريكي بدأ مسيرته الفنية سنة 1981. من أعماله يوم الجمعة الثالث عشر الجزء الثاني.

## روابط خارجية
- ستيوارت شارنو على موقع IMDb (الإنجليزية)
- ستيوارت شارنو على موقع قاعدة بيانات الفيلم (الإنجليزية)